# 日向小次郎
日向 小次郎（ひゅうが こじろう）は、高橋陽一の漫画『キャプテン翼』に登場する架空のサッカー選手。主人公・大空翼のライバル的存在。血液型はO型。

## 人物

### プロフィール

四ツ木公園に設置されている日向小次郎のブロンズ像。

ポジションはFW。埼玉県出身で、小学4年時にトラック運転手の父を交通事故（昭和版のアニメでは小さな鉄工所の社長。死因は仕事による過労）で亡くした 母子家庭の4人兄弟の長子。常に翼達の前に立ちはだかってきた負けず嫌いな努力型の天才ストライカー。そのパワー・闘志あふれるプレイや必殺技から「猛虎」と呼ばれる。父の死後、小学生のうちから新聞配達・屋台の手伝いなどのアルバイトに精を出し、家計を助けるためにプロを目指す。そのハングリー精神が日向の強さと人気に繋がった。自他共に厳しい人物で、甘さがある人間に対しては容赦がない。チームではカリスマ的な存在であり、信頼も厚かった。小学生から中学生の間は、沢田タケシや若島津健はずっと彼のことを「キャプテン」と呼んでいた。また、実力を重視する考えから、当時小学3年生で明和FC（募集は4年生からで入団テストに合格しないと加入できない）に加入できなかった沢田の実力に目を付け、特例で沢田にチームへの加入を認めるなど先進的で大人びている面を見せる。5年生の時点で6年生部員全員が日向に勝てない状態であった。また、チーム全体の力をしっかり把握し、冷静に分析する一面もある。短気な所があり、口の悪さに加え、無愛想で硬派なので取っ付きにくいイメージがあるが、小学生時代は元気で明るい一面を見せることもあった。その豪快な突破力と強力なシュートで幾度も全日本のピンチを救って来た日本最強のエースストライカーである。ユニフォームの袖を肩まで捲くっているのが特徴。主に名字で呼ばれているが、岬太郎と吉良と両親からは「小次郎」と呼び捨てで呼ばれる。孤高の一匹狼的存在。
ストライカーでありながら、近年はアシストやポストプレイ、さらにはおとりとなる動きなどチーム第一のプレーもできるようになった。コーラが好物で、スポーツ選手らしくない面もある。
主な背番号は9番。クラブチーム（ユベントス）やフル代表では、18番（1+8）の背番号を使用している。レッジアーナでは78番（虎に由来する七と八）を使用している。また、明和から東邦学園時代は10番を使用していた（中学1年生の時のみ17番）。9番は全日本ジュニアユースに選ばれて以降の背番号で、国際ジュニアユースでの活躍を機に、「ストライカーナンバー9を背負い、世界のエースストライカーを目指す」と決意した。

### 経歴
明和FC（明和小学校） - 東京都私立東邦学園中等部（テレビ平成版では東邦学園中学校） - 東邦学園高等部（テレビ平成版では東邦学園高等学校） - イタリア・ユベントス - イタリア・レッジアーナ（レンタル移籍） - イタリア・ユベントス

#### 小学生編
小学生の間は明和FCの練習にはほとんど参加せず父を失った後新聞配達や屋台でのアルバイトで家計を助けていた。当時、小学3年生だった沢田が明和FCの入団テストに来た時に、6年生団員が断っていたが、当時、小学5年生だった日向が6年生の先輩に受けさせてやれと一喝した他、岬が居た時代は沢田、若島津の4人は明和カルテットと呼ばれ、明和の全盛期で最強時代だった。埼玉地区予選では準決勝の後半から沢田とともに途中参加し、0対3から4対3と逆転勝利。決勝戦でも10対0と大差で勝利し、優勝を果たした。
埼玉地区予選大会前に、No.1GKとの呼び声の高い若林源三の実力を耳にする。南葛SCへの偵察の際に若林からペナルティエリア外からのシュートを決めてみせるが、後に若林は脚を負傷していたことを知り、全国大会での決勝戦ではペナルティエリア外からのシュートに拘るなど、かなりプライドが高いところをうかがわせている。
全国大会の予選リーグ初戦で南葛との対戦に勝利するも翼との個人の私闘に負けたこと、また、東京都サッカー名門の東邦学園のスカウトに「翼か日向、優勝したどちらか一人を東邦のエースストライカーとしてスカウトする」と告げられたことから、翼に対して憎悪に近いライバル心を抱くようになる。準決勝の食堂でのトラブル起こした松山光率いるふらの戦では体に異変を起こしながらも、勝利を納めた。決勝で南葛と再戦し、結果的に準優勝ではあったが全国大会での活躍が認められ、翼はゲームメーカーとして、日向はストライカーとして東邦学園にスカウトされた。

#### 中学生編
私立の東邦学園中等部のサッカー部の特待生として（高校または大学卒業まで学費や寮費の免除と日向家に必要最低限の生活費が支給される条件）として入学。1・2年生時には2年連続で全国大会得点王となるも、2年連続の決勝で南葛中に敗れ優勝を逃す。
3年生時には沢田が入学。打倒南葛中を目指し、東京都大会の決勝戦で三杉淳が復帰した武蔵中と対戦する。武蔵中が体調を考慮し三杉を前半は温存する作戦をとると、試合開始早々に3点を奪い試合を優位に進める。しかし前半途中から三杉が投入されると一転劣勢となり、後半途中までに2点を返されるが、心臓発作を起こした三杉の途中退場もあり、なんとか逃げ切り全国大会出場を決める。
試合終了後にかつての恩師である吉良に、競り合いの最中に心臓発作を起こし、倒れ込んだ三杉に気をとられピンチを招き、守備にも参加しなかったことを指摘され、恵まれた環境でサッカーを続けた結果、以前のような闘志が消え失せ「牙の抜けた虎」になった と吉良に叱咤される。このままではまた南葛中に敗れ、若島津も沢田も付いてこなくなると予告され、それが嫌なら自分のところに来るよう言われ、北詰監督に無断で沖縄へ渡る。沖縄での深夜までの猛特訓や、台風が迫り発生した荒波に向けてのシュート練習の末に闘志を取り戻し、さらに「タイガーショット」と呼ばれることになる強烈なシュート力を身に着ける。なお、このタイガーショットの名付け親は東都スポーツの田島記者である。
全国大会開会式直後にはチームに合流するが、無断で離脱した罰則として北詰から全国大会ではレギュラーから外されて起用しないと宣告される。1回戦ではベンチ入りしたものの、2・3回戦ではベンチ入りすらしなかった。3回戦後に松山・翼・三杉らに激励されたことで準々決勝からは再びベンチ入りするも、試合には起用されなかった。決勝戦前夜に北詰に「決闘状」を提出、グラウンドに現れた北詰に土下座して試合出場を直訴するが、監督に断られるなど受け入れられなかったため殴りかかるなど突っかかろうとするも、駆け付けた部員全員が土下座で日向の出場を頼みこんだため、決勝進出の立役者である沢田、反町、若島津の3人相手にゴールを決めれば許可するとの条件を取り付け、開始直後に放ったタイガーショットでゴールを決め、出場を許可される。北詰は3人が手を抜いたと判断すれば許可しないと条件を出していたが、若島津は「手を抜いたのではなく、あまりの球のスピード故に反応できなかった」とのこと。なお、決勝戦出場の決定には、日向一人の思いだけでなく、部員全員の必死の懇願や吉良が北詰にあてた手紙多くの人物が関わっている。
試合出場していなかった期間に、厚着で暑さ対策をとっていたことから、決勝戦ではベストコンディションを終始維持し続け、タイガーショットを連発して南葛を苦しめるも、引き分けによる両校優勝、結果的には怪我で満身創痍の翼に敵わず勝てなかった。しかし当初の予定では「南葛中学の単独優勝」であり、高橋陽一が「日向の努力しても報われない姿を描いていて可哀想になり、当初の予定を敢えて変更した」とのことで、「両校優勝」にストーリーが変更された経緯がある。

#### ジュニアユース編
全日本ジュニアユースでは当初キャプテンを務めており、国内テストマッチの最終戦では母校の先輩たちである、インターハイ全国制覇を果たした東邦学園高等部も破り、彼らからも「日向や若島津の入る来年が楽しみ」「俺たちのレギュラーの座も危ない」と評される。その勢いで意気揚々と欧州に遠征するが、遠征試合初戦のハンブルグ戦で全く歯が立たず、5-1で惨敗。自信を持っていたタイガーショットを若林に楽々キャッチされ、容赦のないカール・ハインツ・シュナイダーのディフェンス、終了間際の得点も若林が全く防ごうとしないお情けの1点だったことなど、自信を持って臨んだ欧州遠征で、大きな実力差を突き付けられた。
「このままの全日本では欧州遠征で勝てない」という若林の冷徹な指摘に対し、キャプテンとしてチームを引っ張てきた日向は怒りを大爆発。試合終了直後に若林と乱闘をしてしまう。この責任を取り、キャプテンを松山に譲渡した。当初は松山と共に翼の代表入りを反対していたが、若林の「実力のある選手が選ばれない代表はおかしい」という指摘や翼のプレーに触発され、代表入りを認めた。そして若林の真意を知ってからは、若林に反発する早田ら代表メンバーを諭し、若林批判を率先して制止するようになる。この頃から翼へのライバル心より、頼もしいチームメイトとして見るようになり、大会でも翼と抜群のコンビプレイを見せている。
また、自身の目標も「打倒、翼や若林」から「世界一のエースストライカー」に変わる。シュナイダーに追いつくため吉良から贈られた重量3倍のブラックボールを使ったトレーニングを始め、新しいシュートを研究して、シュナイダーのファイヤーショットに匹敵する「ネオ・タイガーショット」を編み出す。第1回国際ジュニアユース決勝の西ドイツ戦では、ハンブルグ戦でコテンパンにやられたシュナイダーにリベンジを果たし、全試合でゴールを決め日本の優勝に大きく貢献した。大会後はブラジルに行く翼や若林がブンデス1部とプロ契約を結んだことに触発され、「翼と若林のいない日本では、おれは誰にも負けない」と誓う。
初登場時から無印版連載終了まで、回想を除きノーゴールで終えた試合はなかった。

#### 高校生編
高校では『翼と若林のいない日本では誰にも負けない』と宣言し、東邦学園高等部に進学する。
夏のインターハイは二連覇。三年生のインターハイは怪我で欠場した為、石崎率いる南葛高校に敗れ三連覇を阻止される。
冬の選手権では、三連覇がかかった最後の大会でジュニアユースで共に戦ったDF陣が所属する高校と対戦し削られながらも勝ち抜き、南葛を破り三連覇を達成した。
高校生の時点で、既にナショナルチームの代表としても活躍している事が語られている。

#### ワールドユース編
高校卒業後は当然Jリーグのチームに入団すると見られていたが、「オランダユースVS全日本ユース」の親善試合で世界のレベルをまざまざと見せつけられた事で、ユースメンバー全員（まだ高校在学中の新田や沢田も含め）一致でJリーグ入団は保留して、全日本ユースとしての活動を常時続ける事でワールドユースの優勝を目指す事を発表する（直後若島津のみが一時的に脱退及びプロへ転向、のち復帰）。
ワールドユースでは、アジア予選前に突如出現した「リアル・ジャパン・7」に敗北したことに伴い、新監督・賀茂港の命令で岬らと共に合宿所を離脱させられ、アジア一次予選には出場できなかった。彼はしばらく単独で合宿所にとどまるも、松山に説得・殴打を食らって、出ていくことにした。再び沖縄に渡り、賀茂に指摘された難点に当たるポストプレイを習得後、ソフトボールの投手である赤嶺真紀と出会い、彼女の「ライザーボール」を投げる際にわざと腰の辺りに肘を擦ってから投げるというのを見て、それをヒントに山に引き篭り、「ネオ・タイガーショット」を上回る「雷獣シュート」を身に付けて合宿所に戻り、リアル・ジャパン・7の火野竜馬との対決を制して代表復帰を果たす。
アジア二次予選ではサウジアラビア戦で雷獣シュートを解禁、巨体のバルカンさえも吹っ飛ばすなど無敵を誇った。ワールドユース本戦でも予選ではその実力をいかんなく発揮するも、結果的に決勝トーナメント3戦0ゴールに終わった（スウェーデン戦やブラジル戦でアシストは決めている）。
母が倒れた際、その治療費捻出のために地元の浦和レッドダイヤモンズへの入団を決めかけたが、若島津が横浜フリューゲルスとの契約金を日向に渡すことで慰留している他、若島津を「再起不能になった若林から正ゴールキーパーの座を奪って満足するのか？」と説得し復帰させた。沖縄で知り合った赤嶺真紀と、別れ際にデートをする約束を交わすが、合宿所近くで会話する程度に留まっているが、沢田は嬉しかったのか、口止めされたにもかかわらず、全員に喋ってしまい、笑いのネタにされる。

#### ROAD TO 2002
前述のワールドユースでの活躍もあり、まだプロ入り前にもかかわらず雑誌の特集記事が組まれたり、ゲームソフトをはじめとする様々なキャラクター商品が展開されるなど、日本国内では翼にも匹敵する人気を獲得している。
念願のユベントスへ入団。イタリア出立前に家族のために、これも念願だったマイホームとして建売住宅を購入した。しかしイタリアでは現在までの過度な自主トレによるボディバランスの悪さを指摘され、トップチームの試合に出場するも相手DFのトラム、カンナバルに全く歯が立たず、肉体改造に専念することとなった。その後試合への出場機会を増やすため、セリエAからセリエCのレッジアーナへとレンタル移籍。アニメではチームの先輩であるビエムが執拗に罵倒してきたために殴り合いの喧嘩に発展する。
セリエCでのゴール量産とレッジアーナの昇格を目指す。その際ユベントスのフィジカルコーチであるマッツァンティーニに「レッジアーナでゴールを挙げた回数分だけピザをおごる」という約束を交わしている。実際にゴールを挙げた数だけスペシャル特大ピザを配達させていたが、その影響からか太り気味になり、妻にも注意されたマッツからは「低カロリー最小サイズで」と注文されている。

#### IN CALCIO 日いづる国のジョカトーレ
硬派 でアナログ人間だった小次郎は電子メールやパソコンを使うようになり、赤嶺からのプレゼントを受け取り電話で話すようになり、沢田には「人間って変われば変わるもん」とまで言われている。マッツへのお礼のピザは要望に応え、スペシャル特大ピザから低カロリーSサイズピザにしている。マッツのチェックにより体躯のバランスも良くなっている。
レッジアーナ移籍直後は自炊していたのだが、たまたま立ち寄った飲食店が同じレッジアーナに所属するベテランDFゴッツァが経営するレストランで、料理をご馳走になってからは毎日の食事を彼のレストランで摂るようになった、それ以降、このレストランまでのロードワークが日課となり、そのレストランの常連客との食事しながらの会話でイタリア語が上達している。葵新伍との直接対決には勝利したが、3位チームが負けたため、葵・日向共にセリエBに昇格した。赤嶺のことを言われると赤面する一面もある。

#### ライジングサン
オリンピックの日本代表に選抜。明確な告白シーンは無いものの、赤嶺とは恋人同士の関係になったようである。日向と赤嶺の恋仲について、藤沢と青葉からは「石崎の彼女と同じ位の衝撃」と言われている。

## 戦歴
- 小学5年生
  - さいたま少年サッカーフェスティバル（秋の埼玉県大会）優勝
- 小学6年生
  - 全日本少年サッカー大会準優勝
  - ヨーロッパ遠征での特別参加でヨーロッパ地区少年サッカー大会優勝（テレビアニメ第1作）
  - ヨーロッパ遠征での親善試合でヨーロッパ選抜チームに勝利（劇場版）
- 中学1年生
  - 全国中学生サッカー大会[18]準優勝
  - 東京での親善試合で再びヨーロッパ選抜チームに勝利（劇場版）
- 中学2年生
  - 全国中学生サッカー大会準優勝
- 中学3年生
  - 全国中学生サッカー大会優勝（南葛と引き分けで両校優勝）
  - 国際ジュニアユース大会優勝（劇場版も有）
- 高校1年生
  - 全国高校総体（インターハイ）優勝
  - 全国高等学校サッカー選手権大会優勝
- 高校2年生
  - 全国高校総体優勝
  - 全国高校サッカー選手権大会優勝
- 高校3年生
  - 全国高校総体準優勝（怪我で欠場）
  - 全国高校サッカー選手権大会優勝
- 18歳-19歳
  - ワールドユース選手権大会優勝
- 21歳-22歳
  - マドリッドオリンピック出場

## 得意技
パワーを生かした技が多い。

### 原作に登場する技
オーバーヘッドキック

タイガーショット
沖縄サッカースクールの指導者に転身したかつての恩師・吉良の元で、荒波に向かってシュートを撃ち続けることで体得した剛球シュート。直線状に飛ぶシュートで特別な回転はかかっていないが、コンクリートの壁にめり込み、ゴールポストに当たればボールが破裂するほどの威力を持つ。
ハンブルグ戦でシュナイダーのファイヤーショットを体験した若島津によれば、手元での伸びという点でファイヤーショットには及ばないということだったが、それでも現地の観客が思わずファイヤーショットと錯覚するほどの威力を誇る。しかし若林には難なく止められた。
なお、命名は日向本人ではなく､東邦の試合中の脇で放った場面を偶然目撃した東都スポーツ・田島記者によるものである。
カウンターシュート
相手のシュートを打ち返すことで、凄まじい威力を発揮するシュート。南葛中VS東邦学園との試合でドライブシュートを打ち返したが、それをさらに翼に打ち返されている。また、全日本対フランスとの試合でキャノンシュートを打ち返したが、惜しくもゴールは認められなかった。成功率は何千から何万分の1。
テクモのゲーム版では隠し必殺技として使用可能。相手の必殺シュートをブロックすると8分の1の確率で発動する。正式な技名は「奇跡のカウンターシュート」。
オーバーヘッドタイガーショット
バク宙に近い背面とびの要領で敵選手を飛び越え、間髪いれずにオーバーヘッドを放つ。対南葛戦での同点ゴールになり、その際には止めたキーパー森崎を助けに入った翼ごとゴールに押し込む威力を見せた。
テクモのゲーム版では「タイガーオーバーヘッド」と表記され、オーバーヘッドながら低い球からのみ発動できる。
ネオ・タイガーショット
吉良から贈られた通常の3倍の重さを持つブラックボールでの特訓により、更に強力になったタイガーショット。ヘルナンデスの右手指2本を骨折させ、またミューラーはこのシュートを右腕一本で受けたがゴールを割られた上に右肩を負傷した。ファイヤーショット同様、ネットに突き刺さったボールがブスブスと煙を上げて燻るほどの威力を誇る。
タイガーダイビングヘッド
ネオ・タイガーショット習得の過程で鍛えられた脚力から繰り出されるダイビングヘッド。
テクモのゲーム版では「V」に登場。「グ」は省略され「タイガーダイビンヘッド」と表記されている。
タイガーパス
タイガーショットをパスに応用したもの。
テクモのゲーム版では「V」に登場、翼の「ブーストサイクロン」の起点にもなる。
ドライブタイガーツインシュート
翼とのツインシュート。通常のツインシュートよりも威力が大きいが、これをもってしても西ドイツのキーパー、ミューラーに止められてしまった。
テクモのゲーム版では隠し技として登場。味方が必殺シュートを3回続けてゴールを逃すという条件をクリアした上で8分の1の確率で発動できる。ただし翼のみ発動可能。字数の関係で「ドライブタイガー」と表記されている。
ドライブタイガーショット
翼のドライブパスをタイガーボレーでボレーシュートを放つ技。ジュニアユース大会のアルゼンチン戦で披露。
東邦ツインシュート（パス）
沢田タケシのジャンピングボレーに、オーバーヘッドで合わせたツインシュート。2人のキック力に大きな差があるため、大きく曲がる。原作ではこの曲がる性質を利用し、シュートと見せかけ岬へのパスとして使用。ドライブタイガーツインシュートですら止められたミューラーからゴールを奪うきっかけとなった。
テクモのゲーム版では「V」に登場。沢田からしか発動できない。
雷獣シュート
わざと地面を蹴り、その反動で足を弓矢のようにしならせ、威力を増大させるシュート。最初は低空で飛び、キーパーの手前でホップする。逆風をものともせず、大木をも薙ぎ倒すほどの威力を誇るが、足への負担が非常に大きく、自力では地上からしか放てないという弱点もある。
ソフトボールの「ライズボール（投げる直前にわざと自分の腰に手を当てるというてこの原理を利用することで瞬発力を大幅に増加し打者の手前でホップさせる魔球）」からヒントを得、山にこもり通常よりも重いブラックボール（吉良ボール）を使用し編み出した。足への負担が大きいため現在は封印している。
降臨雷獣シュート
味方選手の背中を踏み台にジャンプし、一気に相手DFを抜き去って着地の瞬間に雷獣シュートを放つ技。
オウンゴールをした次藤が、自身を地面代わりに雷獣シュートを放つよう指示したが、それを躊躇した日向が機転を利かし次藤を踏み台にした。
ジャンピング雷獣シュート
空中で味方選手のスパイクの裏で雷獣シュートを放つ技。地面の反動を利用する雷獣シュートにはボレーでは打てないという欠点があったが、この方法によってボレーでも打てると翼が提案した。
雷獣パス
雷獣シュートでパスを行う技。決勝・ブラジル戦ではそのパスを翼と岬でツインシュートする「閃光雷獣シュート」に繋げ、逆転ゴールを決めた。
ワイルドタイガーショット
ボールの芯を正確に蹴ることで、威力を増したタイガーショット。セリエAに乗り込む際に、雷獣シュートに変わる必殺シュートとして編み出した。得意のパワー以外にも物凄い精度が要求されるため、わずかでも体がブレると失敗する。
直線的ドリブル
相手を一気にふっ飛ばして文字通り直線的に猛進するドリブル。
猛虎タックル
日向のスライディングタックル。
またぎフェイント
力任せの強引なプレーばかりではプロの世界で通用しないと悟った日向が、葵の直角フェイントを参考に編み出したフェイント技。
反動蹴速迅砲
翼がゴールとは逆方向に蹴ったシュートをタイガーショットで撃ち返す技で、肖俊光の同名の技を真似た物。インパクトの瞬間、日向の目に虎の幻影が見えた。
レフトタイガー
利き足だけでしかシュートを撃てないようではプロでは生き残れないと悟った日向が編み出した、左足で撃つタイガーショット。

### 劇場版に登場する技
名称は全て作中の実況によるフレーズより。
トリプルオーバーヘッド
『ヨーロッパ大決戦』に登場。岬がオーバーヘッドによるパスを日向に送り、日向がそれをオーバーヘッドで翼に送り、最後に翼がオーバーヘッドでシュートする技。
トリプルコンビ
『ヨーロッパ大決戦』と『危うし！全日本jr.』に登場。翼と岬のゴールデンコンビ、日向と沢田の明和コンビ、松山と小田のふらのコンビの6人でパス回しをするという技。『危うし！全日本jr.』では翼と岬のゴールデンコンビの代わりを翼と三杉のニューゴールデンコンビが務めた。
イーグルシュート
『危うし！全日本jr』に登場。翼に二年連続で敗退（小学6年生と中学1年生の全国大会）したことから吉良監督の下で猛特訓に励んだ末に編み出した技。鷲が獲物を捕らえる様子をヒントに編み出した。松山のイーグルショットとは異なり、ボールがキーパーの手元でぐんぐん伸びる。ヨーロッパNo.1キーパーのヘフナーは全く反応できなかった。
ツインオーバーヘッド
『危うし！全日本jr』に登場。翼とオーバーヘッドで放つ弾道的ツインシュート。

## テクモゲーム版
「II」では東邦学園高等部に入学、冬の高校サッカー全国大会で南葛高校所属の岬と、ジャパンカップでサンパウロに在籍していた翼と対決。
｢III｣では若島津とともにメキシコに渡り、メキシコシティに入団し、モンテレイに所属しているカペロマンと対決。その後全日本に合流するが、突如現われたドイツGKのミューラーにネオ・タイガーショットをあっさりと止められ戦意を喪失、ユニバーサルユース・アジア予選開始直後に突如姿を消してしまう。その後、本戦のイタリア戦で足を負傷して退場してしまった翼の代わりに後半途中で全日本メンバーに復帰、その際に「ライトニングタイガー」を身につけ、ヘルナンデスやミューラーを圧倒した。
｢IV｣ではサッカーグランプリ編やワールドクラブカップ編でブラジル（サンパウロ）に在籍している翼とプロとして初対決。ジャイロカップ編ではプロ生命をかけ、「ドラゴンタイガー」を編み出す。親善大会編エンディングでは翼と共にイタリアへ渡ることを決意した。
｢V｣ではセリエAへ渡った翼を追って若島津とともにユベントスへ移籍した。若島津がスタメン入りしている一方でベンチ入りすらさせてもらえず苦悩する。その後、三杉・若島津との特訓でスタメン入りを果たす。対レッチェ戦で翼と再戦した際はレギュラー獲得に焦るあまりスタンドプレーに走ってしまうが、若島津の説得で自分を取り戻す。だが、対パルマ戦でシニョーリに実力の違いを見せ付けられ、極度のスランプに陥ってしまう。ワールドトーナメント序盤では全く戦力にならない状態が続いていたが、その後、翼がブーストサイクロンを編み出したことに刺激を受け、スランプを脱出した。新技「ファイナルタイガー」も編み出す。

### 経歴
東邦学園高等部（II） - メキシコシティー（III、IV）- ユベントス（V）

### テクモ版での技
タイガーショット系統のシュート技
ライトニングタイガー
「III」より登場。「III」でドイツ代表GKデューター・ミューラーにネオ・タイガーショットを軽々と止められたことにショックを受けて失踪し、帰って来た際に習得していた技。「V」ではブラジル代表でクラブチームではパルマに在籍するシニョーリに圧倒的な差を見せつけられ戦意喪失、極度のスランプに陥った彼の復活のために日本代表紅白が設けられた。その試合で翼が先のオランダ戦にてクリスマンにサイクロンの弱点をつかれたことを機に改良したブーストサイクロンを初披露（この際に日向にゴール前にタイガーパスを上げてくれと頼まれた）、それに触発され憂鬱から復活。直後にライトニングタイガーを放った。
「III」の途中で習得する。「IV」では最初から使用可能。「V」では途中で習得可能だがすぐ後にファイナルタイガーを習得する。必殺シュート枠の関係で新必殺シュートを習得すると暫定最強のこのシュートが犠牲になるため（ただし、一時的に出現する可能性のある隠し技、ドライブタイガーツインシュートは例外）、ドラゴンタイガー、あるいはファイナルタイガーを習得した後は使えなくなる。
ドラゴンタイガー
「IV」に登場。ラテンアメリカカップ決勝で翼に負けた際に自分の甘さを自覚し、プロ生命を掛けて編み出した必殺シュート。コンクリートの壁に突き刺さるほどの威力を持つ。翼に勝利した際もメキシコでの特訓で編み出し、シューマッハを餌食にする。
ファイナルタイガー
「V」に登場。フォームの無駄を無くし、日向のキック力を100%ボールに伝えたタイガーショット。三杉・若島津との特訓により編み出す。上記のスランプから脱出後のブラジル戦で「借りを返すぜ！」とわざとシニョーリに向かって放ち、シニョーリを吹き飛ばす。さらにキーパーのゲルティスも必殺ダークイリュージョンを放つが吹き飛ばし、どの位置で放ってもゴールネットを突き破りコンクリートの壁を貫通する。その威力に観戦中の三杉も絶賛した。ブラジル戦でイベント を発生させないと習得できない。
タイガーオーバーヘッド
「III」で初登場。オーバーヘッドであるにもかかわらず、低い浮き玉でしか放てない。ただし、「V」では高い浮き玉に変わった。オーバーヘッドでタイガーショットを放つ。
タイガーダイビングヘッド
「V」で初登場。低い浮き玉で放てる。ダイビングヘッドにもタイガーが付いた。
ごういんなドリブル
原作における直線的ドリブルに相当する。「II」より登場。「どけ！」というセリフとともに相手をパワーで強引に吹っ飛ばし、猛進するドリブル。成功すると相手選手が空中に飛ばされるグラフィックが挿入される。とはいえ、あまり続けて吹っ飛ばし過ぎると勢いが弱まる。ゴールキーパーとの一対一でも使用できるが、相手キーパーのセーブ力と日向のレベルに差によっては逆に吹っ飛ばされる事がある。また、必殺タックルとも相性が悪い。
なお、「I」では通常のドリブルがごういんなドリブルと同等の状態となっており、威力が弱まると普通に抜こうとする。
タイガータックル
「II」より登場。原作で見られた強烈なタックルに名称が付いたもの。
東邦コンビ
「II」より登場。沢田と高速でワンツーリターンを繰り返す技。
「メガCD版」及び「VS」では明和コンビとなっている。
ツインタックル
「III」に登場。翼とのコンビ技。日向のタイガータックルのあと翼がタックルを仕掛ける。オールスターモードで翼と日向が敵の場合のみ使ってくる。プレイヤー側に翼と日向がいても使用できない。
弾丸シュート
「メガCD版」に登場。
パワータックル
「メガCD版」に登場。ただし明和FC所属のみ。

## その他のゲームに登場する技

### コナミ版
スライディングタイガー
原作で見られた強烈なタックルに名称が付いたもの。

### KLab版
ファイヤータイガー
シュナイダーのファイヤーショットでのパスを、タイガーショットでダイレクトにゴールに打つ技。
イーグルタイガーショット
松山のイーグルショットでのパスを、タイガーショットでダイレクトにゴールに打つ技。RJ7戦で同点弾となったコンビネーションを再現したもの。

### バンダイ版
ネオドライブタイガーツインシュート
Nintendo Switch/PS4版「RISE OF NEW CHAMPIONS」に登場。ネオタイガーショットと翼の「ネオドライブシュート」による強力なツインシュート。
強引なフェイント
Nintendo Switch/PS4版「RISE OF NEW CHAMPIONS」に登場。慣れないフェイントでなりふり構わず相手を横にかわすドリブル。
東邦黄金コンビ
Nintendo Switch/PS4版「RISE OF NEW CHAMPIONS」に登場。タケシと行う連携パス技。NewHeroが習得することも可能。

## 担当声優
- 鈴置洋孝 - テレビアニメ第1作
- 檜山修之 - テレビアニメ第2作『J』
- 松本梨香 - テレビアニメ第3作・少年期
- 子安武人 - テレビアニメ第3作・青年期
- 森田成一 - 『三国志大戦 第2期』
- 成田剣 - 『たたかえドリームチーム』
- 佐藤拓也 - テレビアニメ第4作[24]